# Eriesthis guttata
Eriesthis guttata är en skalbaggsart som beskrevs av Hermann Burmeister 1844. Eriesthis guttata ingår i släktet Eriesthis och familjen Melolonthidae. Inga underarter finns listade i Catalogue of Life.